# Mainie Jellett

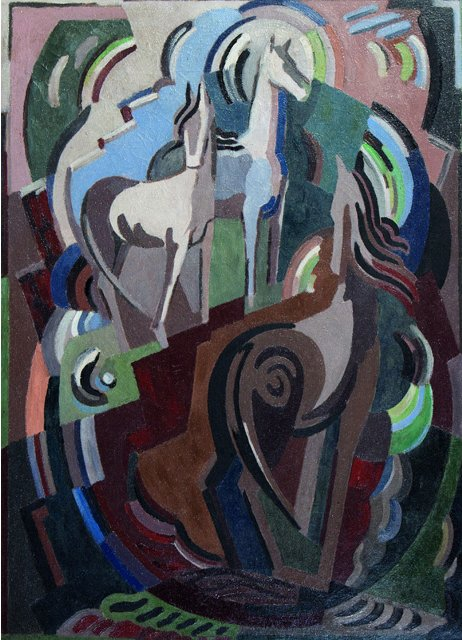
Caballos de Achill de Mainie Jellett, 1938

Mary Harriet "Mainie" Jellett (29 de abril de 1897, Dublín - 16 de febrero de 1944, Dublín) fue una pintora irlandesa. Su pintura titulada Decoración (1923) fue una de las primeras pinturas abstractas vistas en Irlanda cuando se exhibió en la Exposición Grupal de la Sociedad de Pintores de Dublín en 1923. Jellett fue una importante promotora y defensora del arte moderno en Irlanda y sus obras pueden ser encontradas en los museos del país. Su trabajo también formó parte del evento de pintura de la competencia de arte de los Juegos Olímpicos de Ámsterdam 1928.

## Vida
Jellett nació el 29 de abril de 1897 en el número 36 de Fitzwilliam Square, Dublín. Fue una de las cuatro hijas de William Morgan Jellett, abogado y más tarde miembro del parlamento, y Janet McKenzie Stokes. La madre de Jellett fue una música consumada y todas sus hijas recibieron una educación musical. La hermana de Jellett, Dorothea (Bay), fue directora de la orquesta del Teatro Gaiety en Dublín. Su tía, Eva Jellett, fue una doctora que trabajó en la India.
La educación artística de Jellett comenzó a la temprana edad de 11 años, cuando recibió lecciones de pintura de Elizabeth Yeats, Sarah Cecilia Harrison y Mary Manning, esta última era propietaria de un estudio en Merrion Row y su influencia en los artistas irlandeses de la época era considerable.
Más tarde Jellett estudió en el Colegio Nacional de Arte y Diseño de Dublín. Entre sus profesores se encuentra William Orpen, y su influencia es evidente en sus trabajos de esta época. A pesar de su talento artístico, todavía estaba indecisa sobre su futuro, y por ese entonces estaba tomando lecciones habituales de piano con miras a convertirse en una concertista de piano.
La decisión de convertirse en pintora la tomó después de trabajar junto con Walter Sickert en el Instituto Técnico de Westminster en Londres. Allí se matriculó en 1917 y permaneció hasta el año 1919. Mostró un talento temprano como artista impresionista. En 1920, obtuvo la beca de Arte de Taylor con un valor de 50 libras. Ese mismo año presentó su trabajo en la exposición anual de la Royal Hibernian Academy.

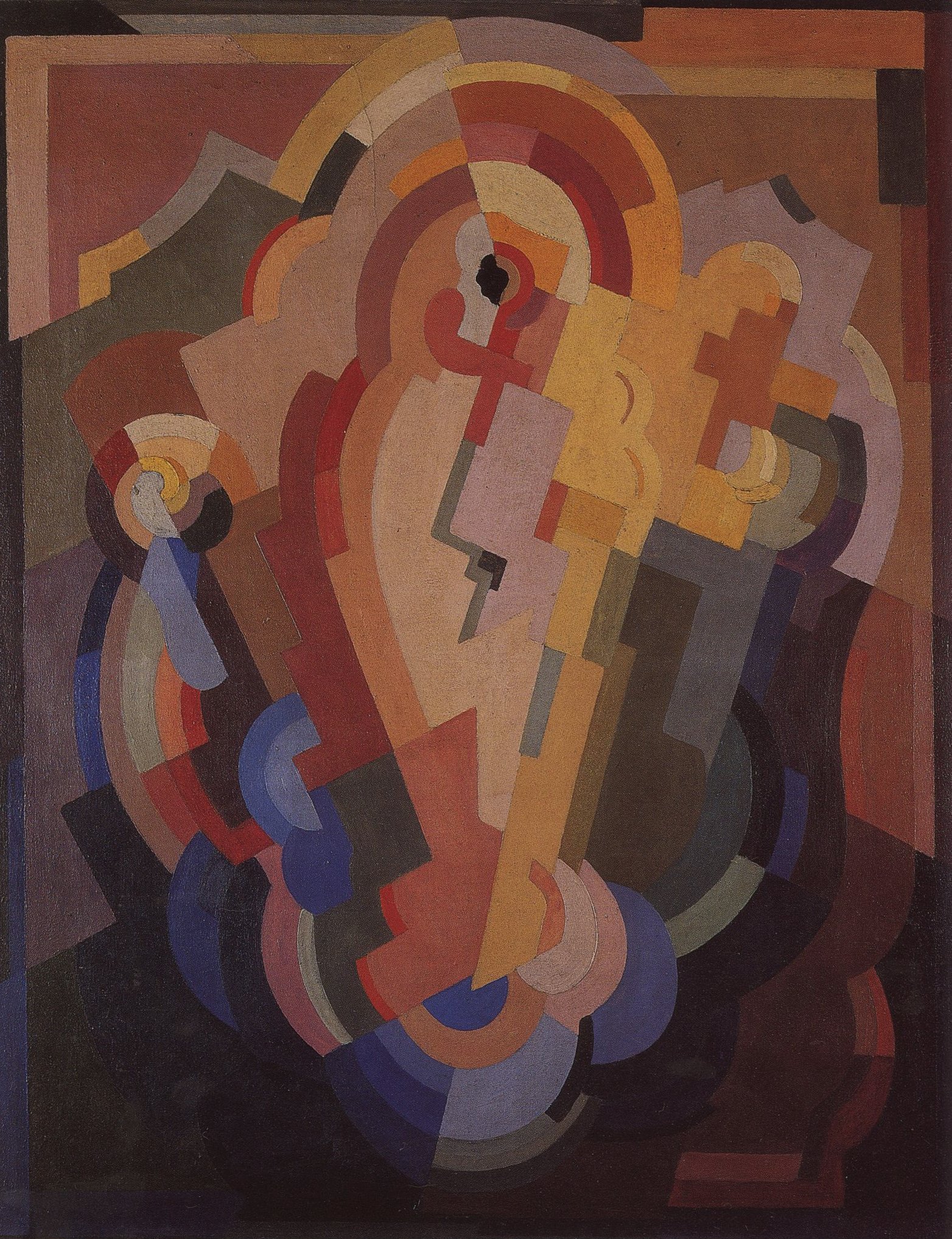
Mainie Jellett, Composición abstracta, 1935, óleo sobre lienzo, 119,5 x 96,9 cm

En 1921, en compañía de Evie Hone, se mudó a París, donde mientras trabajaba con André Lhote y Albert Gleizes descubrió el cubismo y comenzó a explorar el arte abstracto. Su nuevo estilo, además de su color y ritmo, fue transformado en gran medida gracias a su estancia en Francia. Después de 1921, Jellett y Hone regresaron a Dublín, pero durante la siguiente década siguieron frecuentando París todos los años.
En un ensayo de 1943 titulado Definition of my Art, Jellett describe su arte y dice que está formada de tres revoluciones inspiradas por sus maestros: la primera atribuida a Walter Sickert, la segunda a André Lhote y la tercera a Albert Gleizes.
En 1923, Jellett exhibió dos pinturas cubistas en la Exhibición de Pintores de Dublín. La respuesta fue hostil, y además el Irish Times publicó una fotografía de una de las pinturas y su crítico de arte decía de las pinturas que para él representaban un rompecabezas irresoluble. Al año siguiente, Jellett y Hone tuvieron su primera exposición en conjunto.
Al ser una cristiana profundamente devota, sus pinturas, aunque nunca estrictamente religiosas y, a veces, no objetivas en absoluto, ocasionalmente daba títulos religiosos a sus obras. Estas pueden, en algunos aspectos, parecerse a íconos por el tono e incluso por la paleta. En Irish Art, a Concise History, el autor, Bruce Arnold, escribe: "Muchos de sus abstractos se construyen a partir de un 'ojo' o 'corazón' central en arcos de color, sostenidos y unidos por el ritmo de la línea y la forma, y se les da profundidad e intensidad —un sentido de perspectiva abstracta— gracias a una comprensión básica de la luz y el color".
Jellett fue una figura importante en la historia del arte irlandés, fue una de las primeras defensoras del arte abstracto y además una campeona del modernismo. Sus pinturas fueron a menudo atacadas por la crítica, pero demostró elocuencia al defender sus ideas. Junto con Hone, Louis le Brocquy, Jack Hanlon y Norah McGuinness, Jellett cofundó la Exhibición Irlandesa de Arte Vivo en 1944.

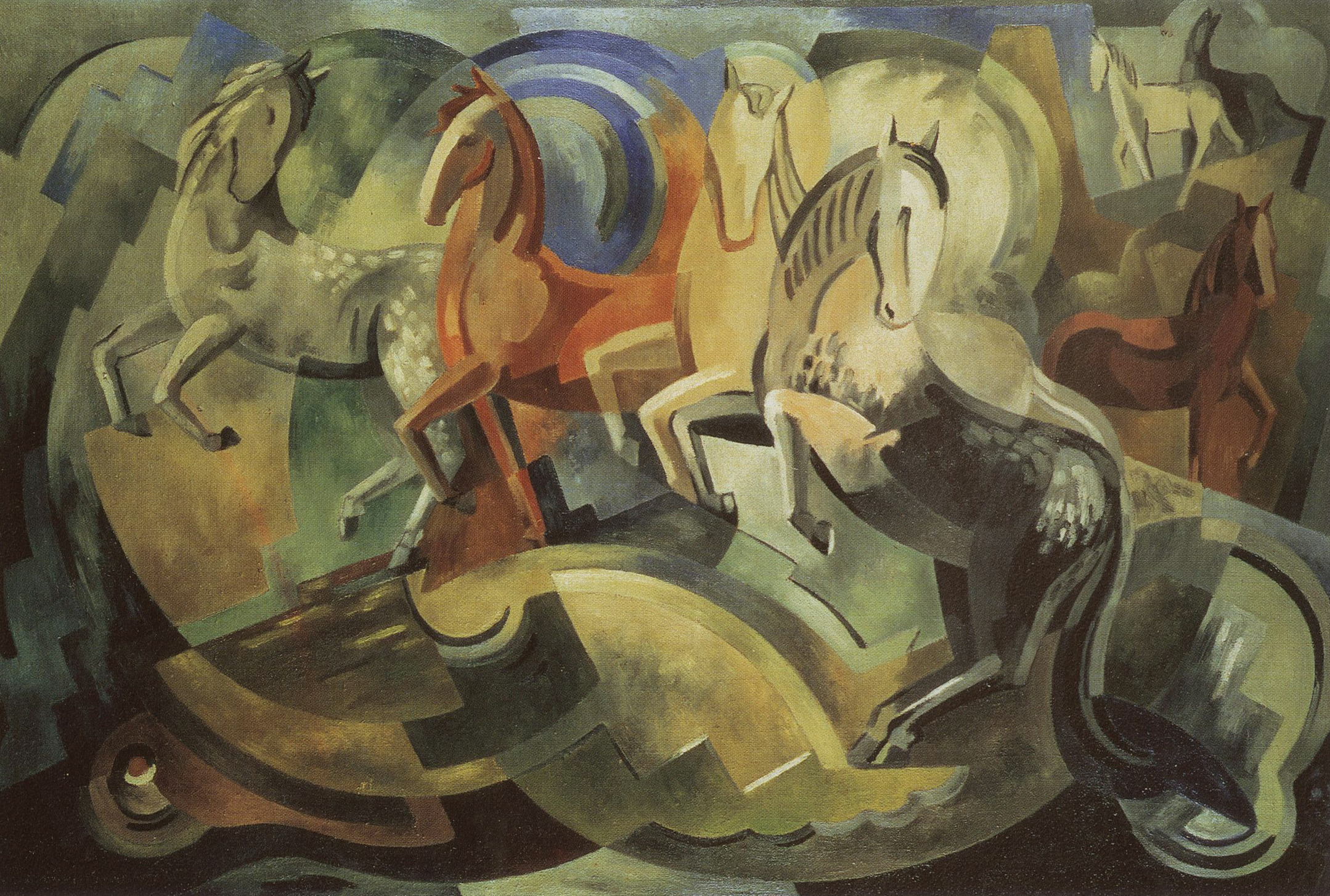
Caballos de Achill, óleo sobre lienzo, 61 x 92 cm, 1939, Galería Nacional de Irlanda

En su publicación de 1942 "An Approach To Painting". Jellett dijo por qué sentía que los artistas son necesarios en la sociedad:
"La idea de que un artista es una persona especial, una flor exótica separada de las otras personas es uno de los errores productos de la revolución industrial, así como el hecho de que los artistas sean expulsados de su merecida posición en la vida y en la sociedad de hoy en día. […] Su actual aislamiento forzado de la mayoría es una situación muy seria y creo que es una de las muchas causas que han dado como resultado el caos del presente en el que vivimos. El arte de una nación es una de hechos por los cuales su salud espiritual es juzgada y valorada por la posteridad".
Su trabajo fue una parte importante del proyecto Active Age en el Museo Irlandés de Arte Moderno (IMMA, por sus siglas en inglés), que se creó para reescribir la narrativa del arte y cambiar el canon. El trabajo de Jellett no era muy conocido fuera de Irlanda, pero fue una pionera de una vanguardia nacional y apoyó fuertemente los ánimos de los jóvenes artistas irlandeses. El IMMA decidió evaluar y reexaminar el canon europeo y traer a artistas como Mainie Jellett al frente.
En 1990, Bruce Arnold produjo, escribió y narró un documental llamado To Make it Live-Mainie Jellett. En 1991, Arnold publicó una biografía completa de Jellett junto con un análisis del movimiento moderno en Irlanda.

## Muerte
Jellett murió el 16 de febrero de 1944, a los 46 años, debido a un cáncer de páncreas. Elizabeth Bowen escribió un emotivo obituario que fue publicado en la revista The Bell en 1944. Bowen menciona una de sus últimas charlas en la que Jellett menciona el trabajo de una genio, Dorothy Richardson. Hasta sus últimos días, Jellett mostró solidaridad hacia las mujeres y el movimiento feminista.

## Obras en colecciones

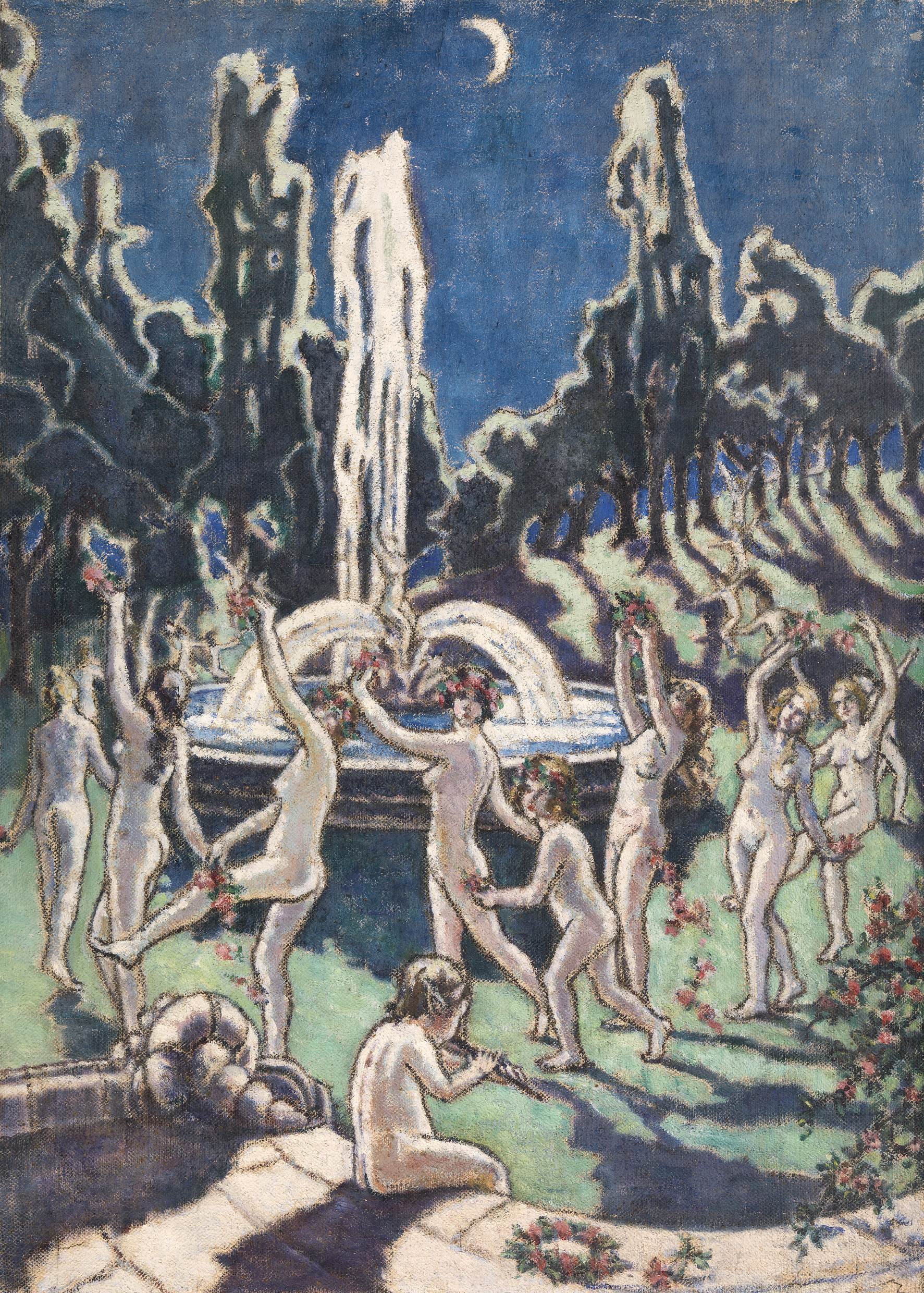
Nudes Dancing Round a Fountain by Moonlight, c. 1914, Mainie Jellett

- Crawford Art Gallery, Cork, incluye:
  - Composición (c. 1935)
- Niland Art Collection, Sligo
- Butler Gallery Collection, Kilkenny
- Trinity College, Dublín
- Galería Hugh Lane, Dublín
- Museo Irlandés de Arte Moderno, Dublín
- Four Element Composition (1930)
- Galería Nacional de Irlanda, Dublín
- Greyfriars Municipal Art Gallery, Waterford Municipal Art Collection, Waterford
- Ulster Museum, Belfast, Reino Unido

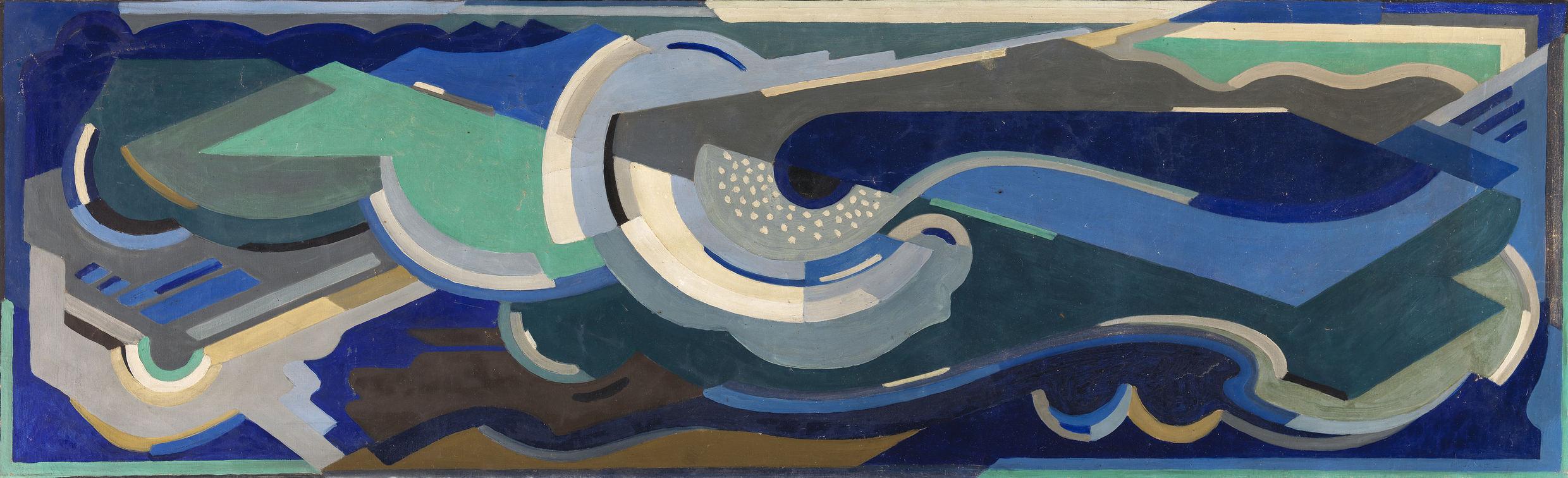
A Composition - Sea Rhythm, Mainie Jellett

### Análisis de obras de arte
Escena alegórica, (sin fecha), Ulster Museum
Jellett representa una escena religiosa mediante el uso de elementos geométricos, típicos del postimpresionismo. Lamentablemente, esta obra no tiene una fecha que permita determinar en qué momento de su trayectoria artística fue creada, ya bien sea al inicio o al final de esta. El punto focal de la pintura es Cristo, ubicado al centro de la pintura donde se concentra la luz. Es evidente el uso de colores que concuerdan con la realidad y la perspectiva. Igualmente, se aprecia el análisis que hace Jellett de la imagen del cuerpo humano para encontrar sus elementos geométricos.
Composición de cuatro elementos, 1925, IMMA

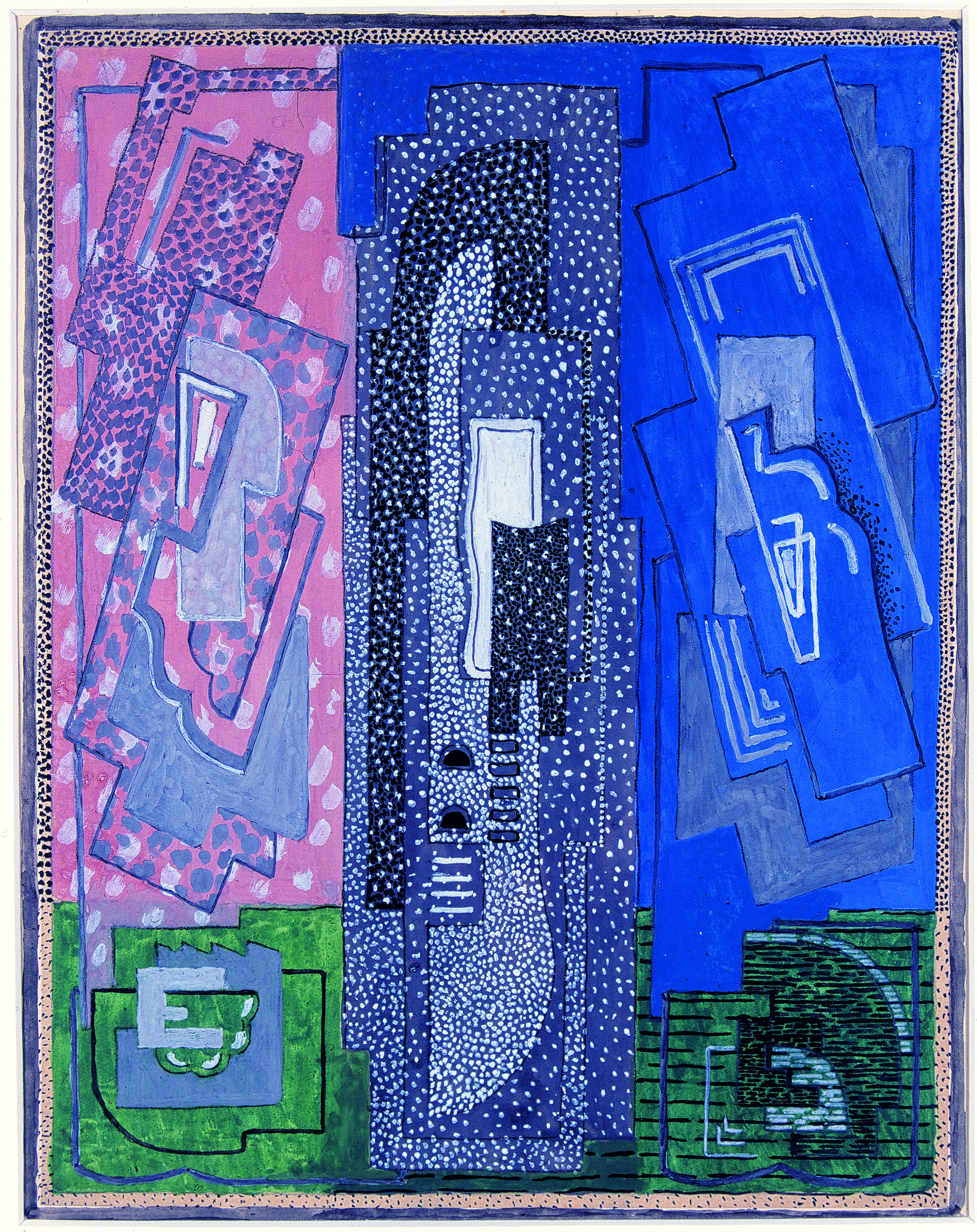
Four Element Composition, Mainie Jellett

Esta obra fue elaborada por Jellett cuatro años después de su estancia en París y tras sus primeras incursiones en el arte no figurativo. El título de esta pintura funciona como una especie de ancla, ya que sugiere que Jellett quería representar el cruce de colores fríos, puntos, líneas y formas, cada uno bajo su propia expresión. Es una obra que existe independientemente de la realidad, cargada de significado formal.
Composición, 1932-1935, Ulster Museum
Esta obra fue creada por Jellett en su madurez. Refleja la aceptación de la abstracción pura. No representa un tema u objeto figurativo, pero tiene un lenguaje visual autónomo, con significado propio. Existe independientemente de la realidad y de cualquier carga histórica, cultural o geográfica. La pintura se compone de una combinación preponderante de líneas curvas que genera formas espaciales. Igualmente, el apartarse de convenciones cromáticas es evidente en esa paleta de colores como la terracota, rojo, gris, azul, amarillo, blanco y negro.